# Fanny Stollár
Fanny Stollár (Budapest, 12 novembre 1998) è una tennista ungherese.

## Biografia
Allenata da Adam Altschuler, ha iniziato a giocare a soli tre anni e la sua superficie preferita è il cemento.

## Carriera
Fanny Stollár ha vinto 2 titoli in singolare e 15 titoli in doppio nel circuito ITF in carriera. Il 19 novembre 2018 ha raggiunto il best ranking mondiale nel singolare, n. 114; il 10 settembre 2018 ha raggiunto il miglior piazzamento mondiale nel doppio, n. 67.
Nel 2018 ha vinto il primo titolo WTA della carriera in doppio insieme a Georgina García Pérez, imponendosi all'Hungarian Ladies Open di Budapest, sua città natale.
In Fed Cup ha finora disputato 9 match, vincendone 7 e perdendone 2.

## Statistiche WTA

### Doppio

#### Vittorie (5)
| Legenda               | Legenda      |
| --------------------- | ------------ |
| Grande Slam (0)       |              |
| Ori Olimpici (0)      |              |
| WTA Finals (0)        |              |
| WTA Elite Trophy (0)  |              |
| Dal 2009 al 2020      | Dal 2021     |
| Premier Mandatory (0) | WTA 1000 (0) |
| Premier 5 (0)         | WTA 1000 (0) |
| Premier (0)           | WTA 500 (0)  |
| International (1)     | WTA 250 (4)  |

| N. | Data             | Torneo                             | Superficie  | Compagna              | Avversarie in finale                        | Punteggio        |
| 1. | 25 febbraio 2018 | Hungarian Ladies Open, Budapest    | Cemento (i) | Georgina García Pérez | Kirsten Flipkens Johanna Larsson            | 4-6, 6-4, [10-3] |
| 2. | 17 luglio 2021   | Hungarian Grand Prix, Budapest     | Terra rossa | Mihaela Buzărnescu    | Aliona Bolsova Tamara Korpatsch             | 6-4, 6-4         |
| 3. | 23 luglio 2023   | Hungarian Grand Prix, Budapest (2) | Terra rossa | Katarzyna Piter       | Jessie Aney Anna Sisková                    | 6-2, 4-6, [10-4] |
| 4. | 20 luglio 2024   | Hungarian Grand Prix, Budapest (3) | Terra rossa | Katarzyna Piter       | Anna Danilina Irina Chromačëva              | 6-3, 3-6, [10-3] |
| 5. | 14 giugno 2025   | Rosmalen Open, 's-Hertogenbosch    | Erba        | Irina Chromačëva      | Nicole Melichar-Martinez Ljudmila Samsonova | 7-5, 6-3         |

#### Sconfitte (6)
| Legenda               | Legenda      |
| --------------------- | ------------ |
| Grande Slam (0)       |              |
| Argenti Olimpici (0)  |              |
| WTA Finals (0)        |              |
| WTA Elite Trophy (0)  |              |
| Dal 2009 al 2020      | Dal 2021     |
| Premier Mandatory (0) | WTA 1000 (0) |
| Premier 5 (0)         | WTA 1000 (0) |
| Premier (0)           | WTA 500 (0)  |
| International (3)     | WTA 250 (3)  |

| N. | Data             | Torneo                          | Superficie  | Compagna              | Avversarie in finale                  | Punteggio        |
| 1. | 4 maggio 2018    | Marocco Open, Rabat             | Terra rossa | Georgina García Pérez | Anna Blinkova Raluca Olaru            | 4-6, 4-6         |
| 2. | 24 febbraio 2019 | Hungarian Ladies Open, Budapest | Cemento (i) | Heather Watson        | Ekaterina Aleksandrova Vera Zvonarëva | 4-6, 6-4, [7-10] |
| 3. | 3 agosto 2019    | Washington Open, Washington     | Cemento     | Maria Sanchez         | Cori Gauff Caty McNally               | 2-6, 2-6         |
| 4. | 27 ottobre 2024  | Guangzhou Open, Guangzhou       | Cemento     | Katarzyna Piter       | Kateřina Siniaková Zhang Shuai        | 4-6, 1-6         |
| 5. | 3 novembre 2024  | Jiangxi Open, Jiujiang          | Cemento     | Katarzyna Piter       | Guo Hanyu Moyuka Uchijima             | 6(5)–7, 5–7      |
| 6. | 11 gennaio 2025  | Hobart International, Hobart    | Cemento     | Monica Niculescu      | Jiang Xinyu Wu Fang-hsien             | 1-6, 6(6)-7      |

## Circuito WTA 125

### Doppio

#### Vittorie (4)
| N. | Data             | Torneo                                   | Superficie  | Compagna         | Avversarie in finale                  | Punteggio           |
| 1. | 16 marzo 2019    | Abierto Zapopan, Guadalajara             | Cemento     | Maria Sanchez    | Cornelia Lister Renata Voráčová       | 7-5, 6-1            |
| 2. | 16 giugno 2024   | Open Internacional de Valencia, Valencia | Terra rossa | Katarzyna Piter  | Angelica Moratelli Renata Zarazúa     | 6-1, 4-6, [10-8]    |
| 3. | 6 settembre 2024 | Guadalajara 125 Open, Guadalajara (2)    | Cemento     | Katarzyna Piter  | Angelica Moratelli Sabrina Santamaria | 6-4, 7-5            |
| 4. | 17 maggio 2025   | Clarins Open, Parigi                     | Terra rossa | Irina Chromačëva | Tereza Mihalíková Olivia Nicholls     | 4-6, 7-6(5), [10-5] |

## Statistiche ITF

### Singolare

#### Vittorie (2)
| Torneo $100.000 (0) |
| Torneo $80.000 (0)  |
| Torneo $75.000 (0)  |
| Torneo $60.000 (0)  |
| Torneo $50.000 (0)  |
| Torneo $40.000 (0)  |
| Torneo $25.000 (1)  |
| Torneo $15.000 (0)  |
| Torneo $10.000 (1)  |

| N. | Data           | Torneo                              | Superficie  | Avversaria in finale | Punteggio     |
| 1. | 30 maggio 2015 | Trofeul Municipiului Galați, Galați | Terra rossa | Georgia Crăciun      | 2–6, 6–4, 7–5 |
| 2. | 14 maggio 2023 | Orlando Women's Open, Orlando       | Terra verde | Dalayna Hewitt       | 7-6(4), 6-2   |

#### Sconfitte (5)
| Torneo $100.000 (0) |
| Torneo $80.000 (0)  |
| Torneo $75.000 (0)  |
| Torneo $60.000 (1)  |
| Torneo $50.000 (0)  |
| Torneo $40.000 (0)  |
| Torneo $25.000 (3)  |
| Torneo $15.000 (0)  |
| Torneo $10.000 (1)  |

| N. | Data            | Torneo                                                   | Superficie  | Avversaria in finale | Punteggio        |
| 1. | 22 marzo 2015   | ITF Women's Circuit Orlando, Orlando                     | Terra verde | Claire Liu           | 1–6, 3–6         |
| 2. | 12 maggio 2018  | SMA Cup Sant'Elia, Roma                                  | Terra rossa | Martina Di Giuseppe  | 5–7, 6(4)–7      |
| 3. | 25 luglio 2021  | Baksheeva Cup, Kiev                                      | Terra rossa | Chloé Paquet         | 6(3)–7, 6–3, 4–6 |
| 4. | 22 agosto 2021  | Women's ITF World Tennis Tour Cidade de Ourense, Ourense | Cemento     | Jaimee Fourlis       | 6(3)–7, 3–6      |
| 5. | 22 ottobre 2023 | Challenger Banque Nationale de Saguenay, Saguenay        | Cemento     | Katherine Sebov      | 4-6, 4-6         |

### Doppio

#### Vittorie (15)
| Torneo $100.000 (3) |
| Torneo $80.000 (0)  |
| Torneo $75.000 (0)  |
| Torneo $60.000 (2)  |
| Torneo $50.000 (0)  |
| Torneo $40.000 (0)  |
| Torneo $25.000 (8)  |
| Torneo $15.000 (0)  |
| Torneo $10.000 (2)  |

| N.  | Data              | Torneo                                                   | Superficie      | Compagna               | Avversarie in finale                          | Punteggio        |
| 1.  | 14 marzo 2015     | Gainesville Tennis Classic, Gainesville                  | Terra verde     | Ingrid Neel            | Sofia Kenin Marie Norris                      | 6–3, 6–3         |
| 2.  | 21 marzo 2015     | ITF Women's Circuit Orlando, Orlando                     | Terra verde     | Ingrid Neel            | Kateřina Kramperová Katerina Stewart          | 6–3, 7–6(4)      |
| 3.  | 19 febbraio 2016  | Morelos Open, Cuernavaca                                 | Cemento         | Aleksandrina Najdenova | Elizaveta Jančuk Kateřina Kramperová          | 6-3, 6-2         |
| 4.  | 22 agosto 2016    | Bük Open, Bük                                            | Terra rossa     | Georgina García Pérez  | Dalma Gálfi Réka Luca Jani                    | 6–3, 7–6(4)      |
| 5.  | 25 marzo 2017     | Mornington Tennis International, Mornington              | Terra rossa     | Priscilla Hon          | Jessica Moore Varatchaya Wongteanchai         | 6-1, 7-5         |
| 6.  | 10 marzo 2018     | Yokohama International Tennis Open, Yokohama             | Cemento         | Laura Robson           | Momoko Kobori Chihiro Muramatsu               | 5–7, 6–1, [10–4] |
| 7.  | 26 ottobre 2019   | Kiskút Open, Székesfehérvár                              | Terra rossa (i) | Georgina García Pérez  | Nina Potocnik Nika Radisič                    | 6-1, 7-6(4)      |
| 8.  | 7 marzo 2020      | The Ilana Kloss International, Potchefstroom             | Cemento         | Samantha Murray Sharan | Berfu Cengiz Paige Hourigan                   | 6-1, 6-1         |
| 9.  | 18 settembre 2020 | Torneo Internazionale Femminile Città di Grado, Grado    | Terra rossa     | Anna Bondár            | Federica Di Sarra Camilla Rosatello           | 7-5, 6-2         |
| 10. | 26 giugno 2021    | LTP Charleston Pro Tennis, Charleston                    | Terra verde     | Aldila Sutjiadi        | Rasheeda McAdoo Peyton Stearns                | 6-0, 6-4         |
| 11. | 1º luglio 2022    | Open Generali Ciudad de Palma de Río, Palma del Río      | Cemento         | Valerija Savinych      | Celia Cerviño Ruiz Justina Mikulskytė         | 7-6(3), 6-2      |
| 12. | 4 febbraio 2023   | Georgia’s Rome Tennis Open, Rome                         | Cemento (i)     | Lulu Sun               | Mana Ayukawa Gabriela Knutson                 | 6-3, 6-0         |
| 13. | 4 marzo 2023      | Toronto Women's, Toronto                                 | Cemento (i)     | Ulrikke Eikeri         | Maya Joint Mia Yamakita                       | 7-6(6), 6-0      |
| 14. | 5 maggio 2024     | FineMark Women's Pro Tennis Championship, Bonita Springs | Terra verde     | Lulu Sun               | Valentini Grammatikopoulou Valerija Strachova | 6-4, 7-5         |
| 15. | 3 agosto 2024     | ITF World Tennis Tour Gran Canaria, Maspalomas           | Terra rossa     | Katarzyna Piter        | Angelica Moratelli Sabrina Santamaria         | 6-4, 6-2         |

#### Sconfitte (7)
| Torneo $100.000 (1) |
| Torneo $80.000 (0)  |
| Torneo $75.000 (0)  |
| Torneo $60.000 (1)  |
| Torneo $50.000 (1)  |
| Torneo $40.000 (2)  |
| Torneo $25.000 (2)  |
| Torneo $15.000 (0)  |
| Torneo $10.000 (0)  |

| N. | Data            | Torneo                                                      | Superficie  | Compagna            | Avversarie in finale              | Punteggio           |
| 1. | 30 ottobre 2015 | Tevlin Women's Challenger, Toronto                          | Cemento (i) | Kristie Ahn         | Sharon Fichman Maria Sanchez      | 2–6, 7–6(6), [6–10] |
| 2. | 25 giugno 2022  | Raanana Women's Tennis Tournament, Ra'anana                 | Cemento     | Elena-Teodora Cadar | Sof'ja Lansere Marija Timofeeva   | 3-6, 6(5)-7         |
| 3. | 16 aprile 2023  | MNO Tennis, Boca Raton                                      | Terra verde | Sofia Sewing        | Makenna Jones Jamie Loeb          | 7-5, 3-6, [8-10]    |
| 4. | 29 aprile 2023  | Women's Pro Event at the Boars Head Resort, Charlottesville | Terra verde | Nao Hibino          | Sophie Chang Yuan Yue             | 3-6, 3-6            |
| 5. | 27 gennaio 2024 | NECC-DECCAN ITF Women's Tournament, Pune                    | Cemento     | Naiktha Bains       | Alex Eala Darja Semeņistaja       | 6(8)-7, 3-6         |
| 6. | 2 marzo 2024    | Empire Women's Indoor, Trnava                               | Cemento (i) | Weronika Falkowska  | Lulu Sun Moyuka Uchijima          | 4-6, 6(3)-7         |
| 7. | 16 marzo 2024   | Říčany Open, Říčany                                         | Cemento (i) | Lulu Sun            | Gabriela Knutson Tereza Valentová | 4-6, 6-3, [4-10]    |

## Grand Slam Junior

### Doppio

#### Vittorie (1)
| Tornei del Grande Slam  |
| ----------------------- |
| Australian Open (0)     |
| Open di Francia (0)     |
| Torneo di Wimbledon (1) |
| US Open (0)             |

| N. | Data           | Torneo                      | Superficie | Compagna    | Avversarie in finale         | Punteggio |
| 1. | 11 luglio 2015 | Torneo di Wimbledon, Londra | Erba       | Dalma Gálfi | Vera Lapko Tereza Mihalíková | 6-3, 6-2  |